# Scrobipalpa smithi
Scrobipalpa smithi is een vlinder uit de familie tastermotten (Gelechiidae). De wetenschappelijke naam is voor het eerst geldig gepubliceerd in 1964 door Povolny & Bradley.
De soort komt voor in Europa.